# Discoglossus
Discoglossus är ett släkte av groddjur som beskrevs av Carl Adolf Otth 1837. Arterna ingår i familjen skivtungade grodor. Discoglossus lever i sydvästra Europa och nordvästra Afrika.
Arterna kännetecknas av ett spetsigt huvud, mjuk hud och ett färgglatt mönster på kroppen. Inom en art kan det finnas varierande mönster. De vistas i skogar, i buskskogar, i träskmarker och i områden som liknar marskland. Släktets medlemmar hittas ofta i områden med diken eller där nötkreatur skapade vattenrännor. Fortplantningen sker nästan under hela året.
Arter enligt Catalogue of Life:
- Discoglossus galganoi
- Discoglossus jeanneae
- Discoglossus montalentii
- Discoglossus nigriventer
- Discoglossus pictus
- Discoglossus sardus
- Discoglossus scovazzi